# De Grijze Jager
De Grijze Jager (Engelse titel: Ranger's Apprentice) is een boekenserie geschreven in het fantasy-genre door de Australische schrijver John Flanagan. Ook gaat Flanagan verder met de prequel 'de vroege jaren'. Hierin diept hij uit hoe de wereld van de Grijze Jagers eruitzag vóór het eerste boek: De ruïnes van Gorlan. Die serie bevat enkele hoofdpersonen die ook in de Grijze Jagerreeks een (hoofd)rol spelen
Er bestaat een spin-offserie getiteld Broederband, die zich concentreert op de avonturen van een Scandische groep jongeren.

## De serie
| Deel                   | Nederlands                    | Engels                      | Verschijning NL/BE |
| ---------------------- | ----------------------------- | --------------------------- | ------------------ |
| Deel 1                 | De ruïnes van Gorlan          | The Ruins of Gorlan         | 2007               |
| Deel 2                 | De brandende brug             | The Burning Bridge          | 2007               |
| Deel 3                 | Het ijzige land               | The Icebound Land           | 2008               |
| Deel 4                 | De dragers van het eikenblad  | Oakleaf Bearers             | 2008               |
| Deel 5                 | De magiër van Macindaw        | The Sorcerer in the North   | 2008               |
| Deel 6                 | Het beleg van Macindaw        | The Siege of Macindaw       | 2008               |
| Deel 7                 | Losgeld voor Erak             | Erak's Ransom               | 2009               |
| Deel 8                 | De koning van Clonmel         | The Kings of Clonmel        | 2010               |
| Deel 9                 | Halt in gevaar                | Halt's peril                | 2010               |
| Deel 10                | De keizer van Nihon-Ja        | The Emperor of Nihon-Ja     | 2011               |
| Deel 11                | De verloren verhalen          | The Lost Stories            | 2012               |
| Deel 12                | De koninklijke leerling       | The Royal Ranger            | 2013               |
| Deel 13                | De clan van de rode vos       | The Red Fox Clan            | 2018               |
| Deel 14                | Het duel bij Araluen          | Duel at Araluen             | 2019               |
| Deel 15                | De vermiste prins             | The missing prince          | 2021               |
| Deel 16                | De vlucht uit Falaise         | Escape from Falaise         | 2022               |
| Deel 17                | De wolven van Arazan          | Arazan's wolves             | 2023               |
| Deel 18                | De hinderlaag bij Sorato      | The ambush at Sorato        | 2024               |
| De vroege jaren deel 1 | Het toernooi van Gorlan       | The Tournament at Gorlan    | 2016               |
| De vroege jaren deel 2 | De slag op de Heckingse Heide | The Battle at Hackham Heath | 2017               |
| Novelle                | De jacht op het schaduwdier   | The Beast from Another Time | 2017               |

Op 8 juni 2019 heeft de auteur op de Grijze Jagerdag aangekondigd dat er zeker nog twee delen zouden gaan volgen na deel 14. In deze delen zal het er over gaan dat Maddie en Will naar Gallica moeten om de zoon van de koning te beschermen.

## Chronologisch verloop van het verhaal
Om de Grijze Jager in een chronologische volgorde te lezen moet een andere volgorde worden aangehouden dan de volgorde van publicatie.
De verhalen van boek 11 zijn verspreid over de totale tijdlijn van het verhaal. Alle verhalen met een * zijn terug te vinden in Boek 11: De verloren verhalen.
| Deel                   | Titel                         |
| ---------------------- | ----------------------------- |
| Deel 11*               | De man uit Hibernia           |
| De vroege jaren deel 1 | Het toernooi van Gorlan       |
| De vroege jaren deel 2 | De slag op de Heckingse Heide |
| Deel 11*               | Dood van een Held             |
| Deel 1                 | De ruïnes van Gorlan          |
| Deel 2                 | De brandende brug             |
| Deel 3                 | Het ijzige land               |
| Deel 11*               | De inktpot en het dolkmes     |
| Deel 4                 | De dragers van het eikenblad  |
| Deel 7                 | Losgeld voor Erak             |
| Deel 5                 | De magiër van Macindaw        |
| Deel 6                 | Het beleg van Macindaw        |
| Deel 8                 | De koning van Clonmel         |
| Deel 9                 | Halt in gevaar                |
| Deel 10                | De keizer van Nihon-Ja        |
| Deel 11*               | De reizigers                  |
| Deel 11*               | Bloemrijke taal               |
| Deel 11*               | Ongenode gasten               |
| Deel 11*               | De openingsdans               |
| Deel 11*               | De wolf                       |
| Deel 11*               | Dat werd tijd ook             |
| Deel 11*               | Het fragment                  |
| Deel 12                | De koninklijke leerling       |
| Novelle                | De jacht op het schaduwdier   |
| Deel 13                | De clan van de rode vos       |
| Deel 14                | Het duel bij Araluen          |
| Deel 15                | De vermiste prins             |
| Deel 16                | De vlucht uit Falaise         |
| Deel 17                | De wolven van Arazan          |
| Deel 18                | De hinderlaag bij Sorato      |

## Inhoud
De in het begin 15-jaar oude Will woont in een weeshuis, maar wordt al snel uitgekozen om deel uit te maken van de beruchte Grijze Jagers, een geheimzinnige groep die alleen naar de koning zelf schijnt te luisteren. In de eerste paar boeken is Will nog een leerling, maar ook nadat hij het zogenaamde zilveren eikenblad, het teken van een voltooide training, heeft ontvangen komt hij erachter hoeveel hij nog kan leren. Andere belangrijke personages zijn Halt, zijn leermeester, Arnaut (in het Engelse origineel ‘Horace’), zijn beste vriend, en Alyss, een slimme meid die hij al zijn hele leven kent. Met de tijd leren we steeds meer personages kennen uit landen die geïnspireerd zijn op het huidige Europa (en omstreken).

De verhalen spelen zich af rond het land Araluen, een land lijkend op Engeland op het eiland aan Groot-Brittannië. De sfeer en de optredende wezens in de eerste twee boeken doen soms denken aan Tolkiens In de ban van de ring, de latere boeken ademen meer de sfeer van de hoge middeleeuwen.

## Samenvattingen van de boeken
De ruïnes van Gorlan, De brandende brug, Het ijzige land en De dragers van het eikenblad vertellen over Will tijdens zijn eerste twee jaar van zijn opleiding als Grijze jager en vormen een doorlopend verhaal.
De ruïnes van Gorlan en De brandende brug vertellen over de strijd tussen Araluen en Morgarath.
Het ijzige land en De dragers van het eikenblad vertellen over Will en Evanlyn in Skandia, Halt en Arnaut die hen gaan redden, en de strijd tussen de Skandiërs en de Temujai.
Losgeld voor Erak vertelt over Will tijdens zijn laatste maanden van zijn opleiding als Grijze Jager. Hierin moeten Will, Arnaut, Evanlyn, Halt en Gilan Erak bevrijden.
De magiër van Macindaw en Het beleg van Macindaw vertellen over Wills eerste missie als volwaardige Grijze Jager.
De koning van Clonmel en Halt in gevaar vertellen over Will, die samen met Halt en Arnaut het bestaan van een vreemde religie de kop in gaat drukken.
De keizer van Nihon-Ja gaat over het verhaal van Will, Alyss, Halt en Evanlyn die zo snel mogelijk naar Nihon-Ja willen reizen, en over Arnaut die daar ondertussen moet proberen het vijandige leger te stoppen.
De verloren verhalen geeft antwoord op vragen die lezers stelden. Het zijn korte verhalen, die gaan over bekende personages in de reeks.
De koninklijke leerling speelt zich zestien jaar na het laatste verhaal in De verloren verhalen af, zo heeft Flanagan bekendgemaakt in een brief aan een fan.
De clan van de rode vos gaat over een complot tegen het Aralueense koningshuis. Het verhaal speelt zich af twee jaar na De koninklijke leerling.
Het duel bij Araluen is een vervolg op deel 13. Hier wordt de strijd tussen het koningshuis en de clan van de rode vos beschreven.
De vermiste prins gaat over dat Will en Maddie vermomd als artiesten de prins van Gallica proberen te bevrijden.
De vlucht uit Falaise is het vervolg op deel 15. Will en Maddie proberen te ontsnappen uit kasteel Falaise.
De Jacht op het schaduwdier is een kort verhaal waarin Maddie het opneemt tegen een groot monster in de Magere Bergen.
Het toernooi van Gorlan speelt zich af voor het eerste boek wanneer Halt net in Araluen aangekomen is en is een vervolg op de man uit Hibernia, een verhaal uit De verloren verhalen.
De Slag op de Heckingse Heide is een verhaal waarin de eerste grote veldslag tegen Morgarath wordt uitgevochten.

### Deel 1: De ruïnes van Gorlan
De vijftienjarige Will heeft maar één droom: hij wil ridder worden in het koninkrijk Araluen. Will is alleen heel klein voor zijn leeftijd dus is de kans dat hij aangenomen wordt als krijger klein. Als de dag van de uitverkiezing is aangebroken, wordt hij daarom ook afgewezen voor de krijgsschool van Redmont, maar de Grijze Jager Halt wil hem wel als leerling hebben. Will is misschien niet groot en sterk, maar wel slim, lenig en nieuwsgierig. Als leerling van Halt krijgt hij training in boogschieten en messenwerpen en leert hij hoe niet gezien te worden. Halt en Will komen er samen achter dat Morgarath, een verrader die een aantal jaar terug de troon van Araluen probeerde te bezetten maar verslagen was en verbannen naar de Bergen van Nacht en Ontij, twee monsters genaamd de Kalkara eropuit heeft gestuurd om alle belangrijke krijgsheren te vermoorden. Halt, Gilan (een ex-leerling van Halt) en Will gaan eropuit om deze monsters te doden. Maar Will denkt niet dat de koning het doelwit is, maar Halt zelf.

### Deel 2: De brandende brug
Boek 2 is het vervolg op boek 1 van De Grijze Jager (een jaar later, Will is nog net 15).
Morgarath is nog steeds zijn leger aan het opbouwen om Araluen aan te vallen en de koning van de troon te stoten. Ondertussen gaan Will, Gilan en Arnaut op een diplomatieke missie naar Celtica (het land van de Kelten), om de koning daar aan het verdrag te herinneren dat hun landen vroeger gesloten hebben. Celtica is echter verlaten. Niemand kan hen uitleg geven, totdat het meisje Evanlyn opduikt, die hen weet te vertellen dat Morgarath de Wargals opdracht heeft gegeven om de Kelten te ontvoeren en hen te gebruiken. Wanneer Gilan naar huis teruggaat om dit mee te delen, begint Will zich meer en meer af te vragen wie die Evanlyn nu eigenlijk is. En hij, Arnaut en Evanlyn komen ook achter Morgaraths bedoelingen: hij wil een brug bouwen over het ravijn dat de grens vormt tussen Celtica en de Bergen van Nacht en Ontij, om zo via Celtica het Aralueense leger in de rug aan te vallen, en hij heeft Skandiërs (zeerovers die vaardig zijn in lijf-aan-lijfgevechten) ingehuurd voor een aanval vanuit een derde richting. Arnaut, Will en Evanlyn bedenken een plan. namelijk de brug in brand steken........

### Deel 3: Het ijzige land
Boek 3 is het vervolg op boek 2 van De Grijze Jager.
Will en Evanlyn zijn na hun hevige strijd tegen Morgarath meegenomen door Erak, een aanvoerder van de Skandiërs. Ze varen naar Skandia om daar als slaaf verkocht te worden. Ondertussen onderneemt Halt op onorthodoxe wijze actie om hen te gaan zoeken. Hij laat zich verbannen door koning Duncan, de Koning van Araluen. Samen met Arnaut gaat hij op weg, en het blijkt een weg met vele tegenslagen. En hoewel het een hele tijd duurt, arriveren Will en Evanlyn uiteindelijk toch in Skandia. Ondertussen is het daar al winter. Vanwege een mede-slaaf raakt Will verslaafd aan een soort drugs: warmkruid. Uiteindelijk bevrijdt Erak ze stiekem, en Evanlyn neemt Will mee de bergen in.

### Deel 4: De dragers van het eikenblad
Boek 4 in de Grijze Jager-serie is het vervolg op boek 3 (Will is 17, 2 jaar later dan deel 1).
Evanlyn wordt ontvoerd door de Temujai, een volk uit het oosten, en Will is nog niet sterk genoeg om ze tegen te houden, vanwege het warmkruid. Gelukkig zijn Halt en Arnaut op hun zoektocht naar Will en Evanlyn net Skandia binnengetrokken en bieden ze hulp. Wanneer ze erachter komen dat de Temujai een aanval op Skandia voorbereiden, brengen ze de Skandiërs hiervan op de hoogte. De Skandiërs hebben geen andere keus dan de hulp van de Araluenen te aanvaarden, de Grijze Jagers bezitten immers de kennis over tactiek en strategie die benodigd is om de Temujai te verslaan. Ook de Araluenen moeten wel, omdat de Temujai van plan zijn om ook Araluen binnen te vallen. Het belooft een hevige strijd te worden, die eindigt met de Slag om Hallasholm.

### Deel 5: De magiër van Macindaw
Het vijfde boek in de Grijze Jager-serie speelt zich vier jaar na het einde van boek 4 af en komt chronologisch na boek 7: Losgeld voor Erak.
Will heeft nu zijn zilveren eikenblad. En hoewel het in zijn leen ook rommelt, wordt hij bijna meteen naar Noordam, in het noorden, gestuurd. De kasteelheer van Macindaw Syron heeft een onverklaarbare ziekte. Er zou sprake zijn van magie. Will, die daar niet in gelooft, komt samen met zijn vriendin Alyss achter de ware reden die er gaande is: de verrader Keren wil het kasteel overnemen en overgeven aan de Scoti, de bewoners van Picta (het land ten noorden van Araluen).

### Deel 6: Het beleg van Macindaw
Dit zesde boek in de verhalen van Will speelt zich meteen af na boek 5, waar het het vervolg op is.
Will zit nog steeds in het noorden van Araluen. Hij moet Alyss redden uit Macindaw en de slechte heer Keren verslaan, die een verdrag heeft gesloten met de Scoti. Samen met zijn beste vriend Arnaut, een handjevol Skandiërs en een aantal bijzondere vrienden besluit hij een kasteel te belegeren met speciale vechttechnieken; het kasteel moet veroverd zijn voordat de Scoti het overnemen. Het kasteel, aan een va de weinige wegen tussen Araluen en Picta, beschermt Araluen tegen invallen door de Scoti.

### Deel 7: Losgeld voor Erak
De Grijze Jager boek 7 blikt terug op de tijd dat Will nog een leerling Grijze Jager was en komt chronologisch voor boek 5 en 6.
Vijf jaar geleden hebben de Skandiërs een niet-aanvalsverdrag met Araluen gesloten (zie "De dragers van het eikenblad"). Daarom besluit Erak om naar Arrida te varen om daar een plundertocht te ondernemen. Maar wanneer hij daar gevangen wordt genomen, beveelt hij Svengal om naar hun Aralueense vrienden te gaan om het losgeld op te halen. Hij denkt namelijk dat er een verrader tussen de Skandiërs zit. De verrader is Toshak die de titel van oberjarl van Erak wil overnemen. Wanneer Will, Halt, Gilan, Arnaut en prinses Cassandra/Evanlyn besluiten om Erak te hulp te schieten, komen ze er al snel achter dat zowel de bewoners als de woestijn van Arrida niet te onderschatten zijn.
De gevreesde Tualaghi, een roversstam, hebben Erak gevangengenomen. Als Will dan ook nog eens zijn paard kwijtraakt gaat alles fout; Will gaat bijna dood bij het zoeken naar zijn paard Trek, maar wordt gevonden door de nomadenstam van de Bedullin die hem verzorgen. Maar als Halt, Gilan, Arnaut en prinses Cassandra/Evanlyn in een hinderlaag van de Tualaghi lopen worden ze zelf gevangen en dreigen de Tualaghi hen, in opdracht van Toshak, samen met Erak en Svengal te onthoofden. Maar dan schiet Will net op tijd te hulp en de gevreesde Tualaghi worden, met de hulp van de Bedullin, verslagen.

### Deel 8: De koning van Clonmel
De Grijze Jager boek 8 gaat verder na boek 6.
Als Will op de jaarlijkse bijeenkomst is van de Grijze Jagers is Halt bezig met het oplossen van een mysterieuze zaak in het westen. Als hij eindelijk terugkomt blijkt het dat er enig rumoer is ontstaan in Hibernia. Een valse religieuze sekte die zichzelf de "Buitenstaanders" noemt zorgt voor onrust in Hibernia en probeert daar de macht over te nemen. Dat de leider, Tennyson, grote plannen heeft blijkt nog meer doordat hij drie Genovezen, huurmoordenaars uit Genova, ingehuurd heeft. Ondertussen zijn al vijf van de zes koninkrijken van Hibernia gevallen. En nu is de zesde - Clonmel - in gevaar. Halt, Will en Arnaut worden ernaartoe gestuurd om de orde te herstellen, waarbij blijkt dat koning van Clonmel, Ferris, naast een bijzonder zwakke koning ook nog een tweelingbroer van Halt is die geprobeerd heeft Halt te vermoorden om zelf de troon te bezetten.

### Deel 9: Halt in gevaar
De Grijze Jager boek 9 is het vervolg op boek 8.
Halt, Arnaut en Will zitten achter Tennyson aan, de leider van "de Buitenstaanders". De valse profeet kon nog maar net ontsnappen aan zijn rechtszaak en is op de vlucht naar Araluen. Halt wil hem stoppen voor hij de grens overgaat. Maar Tennyson heeft ook nog de twee Genovezen bij zich. De derde was in boek 8 al door Will gedood. En die Genovezen zijn handig met hun kruisboog, maar ook met vergif. En hoe goed Will en Halt ook zijn met hun Jagers-bogen, dit lijkt nu wel een heel ongelijke strijd. Halt wordt vergiftigd, maar doet of er niets aan de hand is. Hij dreigt dood te gaan, maar Will herinnert zich nog een bijzondere, behulpzame man uit Macindaw, Noordam, geneesheer Malcolm (boek 5 en 6).

### Deel 10: De keizer van Nihon-Ja
De Grijze Jager boek 10 komt chronologisch achter Halt in gevaar en is een alleenstaand boek, net zoals Losgeld voor Erak.
Vele maanden geleden vertrok Arnaut op missie naar Nihon-ja, ver in het oosten. Daar zou hij de tactieken en gebruiken leren van de Nihon-Ja. Wanneer, maanden later, Will, Halt, Alyss en Selethen in Toscana zijn om een verdrag te regelen, krijgen ze bezoek van een bekende. Kroonprinses Cassandra van Araluen vraagt hun om met haar mee te gaan naar Nihon-Ja, voor het zoeken van Arnaut, die vermist is. Het blijkt dat de verrader Arisaka de macht wil overnemen van de echte keizer, Shigeru. Terwijl Arnaut samen met de keizer van Nihon-Ja en de Kikori, houthakkers die in het noorden van het land leven, door het koude land naar het noorden trekt, om te schuilen en zich in het mythische fort Ran-Koshi te verschuilen en zich voor te bereiden op de slag tegen Arisaka, reizen de Araluenen en Selethen samen met Gundar Hardslag zo snel mogelijk naar Nihon-Ja. Maar het is een reis vol gevaren. De vraag is nog maar of ze dat land al zullen bereiken, laat staan zonder leger de troon terugwinnen voor de keizer.

### Deel 11: De verloren verhalen
Boek 11 van De Grijze Jager bestaat uit losse verhalen welke chronologisch over de gehele tijdlijn van het verhaal passen. De verhalen in dit boek bestaan uit een ongeveer 7 hoofdstukken en zijn geschreven naar aanleiding van vragen van lezers.
In de Proloog ontdekken in de 19e eeuw in de Verenigde Staten van Aralan een professor en zijn leerlingen documenten van het legendarische koninkrijk Araluen. De verloren verhalen van de Grijze Jagers zijn gevonden.
Het eerste korte verhaal heet Dood van een held en gaat over Halt die gered wordt door Daniël in een gevecht op de Heckingse Heide en daarna door de moeder van Will. Halt neemt dan Will mee naar het weeshuis van Redmont. (Dit korte verhaal speelt zich 15 jaar voor De ruïnes van Gorlan af.) Hier kom je de echte waarheid te weten over de ouders van Will.
In De inktpot en het dolkmes wordt Gilan gevolgd, die de taak op zich heeft genomen om Foldar gevangen te nemen. (Dit korte verhaal speelt zich af tijdens de gebeurtenissen in Het ijzige land.)
De reizigers is het derde verhaal en hierin is te lezen hoe Will en Alyss hun hond Ebben terug willen krijgen. Ebben is gestolen door de Reizigers.
Dan volgt Bloemrijke taal waarin Halt en Will de Nieuwmaners,(een bende die schepen naar de kust lokt om te beroven), proberen te stoppen. Will is begonnen met zijn toespraak voor het koninklijk huwelijk te schrijven.
Het volgende verhaal is Ongenode gasten, waarin Ambrosius de zilversmid en Jenny de kokkin in Wensley te maken krijgen met een trio dieven.
De openingsdans verhaalt hoe Will achter een complot komt om Kroonprinses Cassandra te vermoorden, tijdens het huwelijk van Cassandra en Arnaut.
Dit wordt opgevolgd door De man uit Hibernia waarin een jonge Crowley een vreemde man ontmoet, Halt genaamd, en zij een paar van Morgaraths soldaten straffen, met gevolgen en daarna de "nieuwe" orde van de Grijze jagers stichten. Dit korte verhaal speelt zich zo'n 25 jaar, net nadat Halt uit Hibernia vertrok, voor het begin van De ruïnes van Gorlan af. En het vervolg hiervan is boek 1 van de vroege jaren: Het toernooi van Gorlan.
Als voorlaatste is er dan De wolf, waarin Will achter een wolf aangaat en Trek voor een groot gevaar komt te staan. Flanagan is op dit verhaal gekomen als reactie op een vraag van een van zijn fans. Hij wil hiermee uitleggen hoe het komt dat de paarden van de Grijze Jagers zo lang leven.
En dan is er nog Dat werd tijd ook, een verhaal van tien bladzijden waarin Will en Alyss trouwen.
Het fragment laat dan nog een keer de professor en zijn leerlinge zien, die een laatste, geheimzinnig fragment van een verhaal vinden dat niks met de Grijze Jagers te maken heeft. Het fragment wijst namelijk vooruit naar een nieuwe serie van dezelfde schrijver: Broederband.
John Flanagan heeft in het boek gezet dat De verloren verhalen is opgedragen "aan alle fans van De Grijze Jager, overal ter wereld", en dat die zijn leven "zo verrijkt hebben".

### Deel 12: De koninklijke leerling
De koninklijke leerling (Engels: The Royal Ranger) komt chronologisch 16 jaar na het laatste verhaal uit De verloren verhalen.
Een verschrikkelijke gebeurtenis heeft Wills leven compleet verwoest: Alyss is (1,5 jaar geleden) gestorven door toedoen van een bende schurken. Hij zakt weg in een poel van duistere gedachten, zijn geestigheid en humor verdwijnen en hij zweert dat hij de verantwoordelijken te pakken zal krijgen. Hiervoor is hij tot alles in staat - zelfs al betekent het dat hij de Grijze Jagers moet verlaten. Zijn vrienden maken zich zorgen en uiteindelijk is het Halt die met de oplossing komt: Will moet een leerling krijgen. Iemand om wie hij geeft. En Halt weet exact wie die iemand is: Madelyn Altman (Maddie), de dochter van Arnaut en Cassandra en kroonprinses. Maar Maddie is een opstandige tiener en Will heeft er zijn handen vol aan. Dan komen ze op het spoor van een vreselijk onrecht... met een verband naar Wills verloren liefde.

### Deel 13: De clan van de rode vos
De clan van de rode vos komt chronologisch 2 jaar na De koninklijke leerling, en volgt wederom Maddie.
Nadat Maddie haar derde jaar als leerling-Jager van Will succesvol heeft afgerond, keert ze terug naar kasteel Araluen om haar familie te bezoeken. Ze vindt het leven in het kasteel al snel saai en verlangt naar de wereld daarbuiten. Er gaan geruchten dat het koninkrijk wordt bedreigd, en Maddie zou dolgraag op onderzoek uitgaan. De mysterieuze Clan van de Rode Vos vindt namelijk dat vrouwen niet op de troon horen. De clan wil voorkomen dat prinses Cassandra - en later haar dochter - koningin wordt wanneer koning Duncan komt te overlijden.

### Deel 14: Het duel bij Araluen
Het duel bij Araluen is het vervolg op De clan van de rode vos.
De bloedstollende strijd tegen de Clan van de Rode Vos gaat verder. Koning Duncan en prinses Cassandra zitten in de val, boven in de zuidelijke toren van kasteel Araluen. In het noorden wordt het fort waarin Arnaut en Gilan zich Schuilhouden belegerd. Grijze Jager-leerling Maddie doet er alles aan om de broederband De Reigers te vinden. Alleen met hun hulp maakt zij kans de tegenstander te verslaan.

### Deel 15: De vermiste prins
De zoon van de koning van Gallica is ontvoerd, en daarom vraagt de Gallische koning Araluen en de Grijze Jagers om hulp. Will en zijn leerling Maddie gaan vermomd als rondreizende artiesten op missie.

### Deel 16: De vlucht uit Falaise
Will en Maddie proberen te ontsnappen uit het kasteel Falaise nadat baron Lassigny hen gevangen nam. De Gallische prins wordt daar ook vast gehouden door baron lassigny. Samen met de hulp van Arnaut en Halt weten ze te ontsnappen en de prins in veiligheid te brengen.

### Deel 17: De wolven van Arazan
In Celtica wordt een boer vermoord door een wezen die wel lijkt op een wolf, maar veel groter is dan een normale wolf en er ook anders uitziet. Omdat Araluen en Celtica een verdrag hebben over de bescherming van de landen worden Will en Maddie gevraagd om het problemen met de reuzewolven (want deze naam hebben ze gekregen) op te lossen. Als ze in een dorpje in Celtica aankomen worden ze gelijk doorverwezen naar een magiër die een paar kilometer buiten het dorp woont. Ze gaan naar de magiër toe die Avondster heet en ze verteld dat de persoon die de problemen van de reuzewolven veroorzaakt waarschijnlijk iemand is die zwarte magie gebruikt. Ze komen erachter dat het Arazan is die een demon wilt oproepen om de wereld naar haar hand te zetten. Met de hulp van Avondster gaan Will en Maddie proberen Arazan te verslaan, maar zo makkelijk gaat dat nog niet...

### De vroege jaren deel 1: Het toernooi van Gorlan
Het toernooi van Gorlan speelt zich af voor De ruïnes van Gorlan en is een vervolg op het korte verhaal De man uit Hibernia uit De verloren verhalen.
Wanneer de jonge Halt en Crowley ontdekken dat Morgarath bezig is het Jagerkorps te verzwakken en de troon wil veroveren, reizen ze naar prins Duncan in het noorden, in de hoop dat hij een koninklijk bevel tegen Morgarath uitspreekt. Duncan lijkt echter voor zijn eigen plezier te zijn gaan roven en moorden in het noorden van het rijk. Ondanks deze tegenslag zijn Crowley en Halt vastbesloten om het korps Grijze Jagers in ere te herstellen en doen er alles aan om te voorkomen dat Morgarath de macht grijpt, geholpen door de andere trouwe Jagers. Ondertussen houdt Morgarath de oude koning ook nog gevangen, met de smoes dat hij dat doet om hem tegen zijn zoon, prins Duncan, te beschermen. Maar met weinig vrienden en de vele kwade geruchten over Duncan maken het hen knap lastig.

### De vroege jaren deel 2: De Slag op de Heckingse Heide
De Slag op de Heckingse Heide is het vervolg op Het toernooi van Gorlan en vertelt het verhaal van de slag op de Heckingse Heide die al kort beschreven is in de boeken De ruïnes van Gorlan en De verloren verhalen.

### Novelle: De jacht op het schaduwdier
De jacht op het schaduwdier speelt zich af tussen boek 12 De koninklijke leerling en boek 13 De clan van de rode vos. Maddie is al bijna twee jaar in de leer bij Will en hard op weg een behendige Grijze Jager te worden. Als Will een paar weken van huis moet, laat hij Maddie achter om een oogje in het zeil te houden. Dan klopt een boerenechtpaar aan voor hulp. De boer en boerin klagen over een mysterieus beest dat 's nachts op hun erf rondzwerft. Maddie is dan misschien nog geen Grijze Jager, ze wil wel graag helpen. Hoewel het stel geen enkel vertrouwen heeft in Maddie, gaat ze op onderzoek uit en bedenkt ze een plan. Dat plan is alleen niet bepaald ongevaarlijk...

## Personages

### Korpsen
- Het Korps van de Grijze Jagers of Korps Jagers maar meestal Grijze Jagers of Jagers bestaat uit 50 Jagers die verdeeld zijn over de 50 Aralueense lenen: per leen één Jager. Het eerste wat een Jager roept wanneer hij iemand overvalt is 's Konings Jager! Net als de Koeriers kunnen Jagers ook diplomatiek zijn, maar deze houden daar niet van. Voor de meeste mensen is het hele korps één en al mystiek: sommigen zeggen dat Jagers tovenaars zijn en zichzelf onzichtbaar kunnen maken, wat overigens niet kan: hun camouflagemantel maakt hen onzichtbaar voor onwetend oog. In het openbaar zie je een Grijze Jager altijd in hetzelfde gekleed: een camouflagemantel of -cape aan, een pijlkoker over hun schouder met 24 pijlen erin, een boog, een werpmes en een Saksisch mes die in een dubbele messchede zitten en de andere wapens die niet vaak in de boeken voorkomen, zoals gewichten om hun vuisten zwaarder te maken, maar even handig blijken te zijn. Met al deze wapens kunnen ze evengoed overweg, wat duidelijk gemaakt wordt aan de hand van spreekwoorden als Een Jager heeft 2 dozijn mensenlevens in zijn pijlkoker zitten, wat betekent dat Jagers (bijna) nooit misschieten. Dat alles is het resultaat van vijf jaar zware training. Het insigne van het korps is een eikenblad, en zo zijn er drie verschillende. Het eerste blad is van brons en is voor leerling-Jagers, die bezig zijn met hun vijf jaar durende training. Hij krijgt deze na een eerste proef. Het tweede blad is gemaakt uit zilver en dat staat voor een volledig opgeleide Jager. Het derde en laatste blad is van goud: dat betekent dat de drager een oud-Jager is en met pensioen is gegaan. Doorheen de verschillende boeken komt men erachter dat de Jagers veel van hun talenten afgekeken hebben van verschillende volkeren en die dan samengesmeed hebben om efficiënt te werken (bijv. de Temujai en Senshi). 
  - Hier een lijst van de belangrijkste Jagers en hun lenen:
    - Will Verdrag, leerling-Jager van Redmont (Boek 1-4, 7), Jager van Zeeklif (Boek 5 en 6), Jager van Redmont (Boek 8-18 en Novelle).
    - Halt O'Carrick, Jager van Redmont (Boek 1-11, Vroege Jaren 2), senior-Jager, gepensioneerde Jager (Boek 12-18 en Novelle), geen Jager, maar opleiding eigenlijk voltooid (Vroege Jaren 1)
    - Gilan, Jager van Meric (Boek 1-5, 7), Jager van Noordam (tussen Boek 6 en 8), Jager van Wetborg (Boek 8-11), Commandant van De Jagers (Boek 12-18 en Novelle), 12-jarige zoon van krijgsheer David, in de leer bij zwaardmeester MacNeil (Vroege Jaren 2)
    - Crowley, Jager van Araluen en Commandant van de Grijze Jagers (Boek 1-11 (sterft tussen boek 11 en 12)), Jager van Hogarth (Vroege Jaren 1 en Boek 11 De man uit Hibernia)
    - Prinses Madelyn (Maddie) Altman, leerling-Jager van Redmont, prinses van Araluen (Boek 12-18 en Novelle)

  - De paardenfokker van de Grijze Jagerpaarden is Oude Bob en later Jonge Bob.
- De Diplomatieke Dienst. De leden staan bekend als Koeriers van de Diplomatieke Dienst, Koeriers van de Koning of gewoon Koeriers of Diplomatieke Koeriers. Zij zijn van iedereen zowat het meeste op de hoogte van de bewegingen van de Grijze Jagers, en de 2 korpsen zijn dan ook nauw met elkaar verbonden. Zij krijgen een opleiding van 3 jaar, en worden getraind om lezingen te geven, te onderhandelen, diplomatieke zaken aan te pakken, en onvermijdelijk ook wat spioneren.
  - Hier een paar Koeriers:
    - Alyss Mannering, Redmont (Boek 1-11 (sterft tussen 11 en 12), was leerling van Vrouwe Pauline
    - Vrouwe Pauline, ook wel bekend als Vrouwe DuLucy, Redmont (Boek 1-14), Hoofd van de Koeriers van Araluen gekozen door Duncan zelf. Ze trouwt uiteindelijk met Halt.

### Mensen

#### Grijze Jagers
- Will Verdrag (in het Engels Will Treaty) is de hoofdpersoon van de serie. Hij komt bijgevolg ook in bijna alle boeken voor (behalve in boek 1 van de vroege jaren, omdat hij toen nog niet geboren was). Hij is in de boeken 1, 2, 3, 4 en 7 de leerling van Halt, en in de boeken 5, 6, 8, 9, 10, 11, 12, 13, 14, 15 en 16 is hij een echte Grijze Jager. Hij wilde eigenlijk naar de krijgsschool, maar was daar niet geschikt voor.
Will is een wees, opgenomen in het weeshuis van Redmont. Hij is er door Halt naartoe gebracht. Zijn achternaam is niet bekend, maar in Boek 7 is daar 'Verdrag' van gemaakt, doordat hij voor het verdrag tussen Araluen en Skandia heeft gezorgd. Will is klein, zowel als jongen als jongeman, maar dat raakt hem niet. Hij kan ook goed klimmen. Hij is verliefd op zijn vriendin Alyss, en krijgt op het einde van Boek 6 een brief van haar waarin ze schrijft dat ze van hem houdt. Dan besluit hij haar een bezoek te brengen. In Boek 9 is hij bezorgd omdat Halt dan bijna sterft.
Hij krijgt de bijnaam "Chocho", dat "vlinder" betekent, en dat betrekking heeft op zijn snelle manier van denken, en het overgaan van idee op idee. Hij trouwt met Alyss in Dat Werd Tijd Ook, het laatste verhaal in Boek 11. In het twaalfde boek blijkt dat Alyss anderhalf jaar eerder gestorven is, waarna Will verbitterd achterblijft. Hij krijgt zijn peetdochter als leerling, waarna hij stilaan terug uit de put kan komen. Will wordt door zijn oud-leraar Halt "de beste Jager aller tijden" genoemd. Hij is volgens Halt "veel beter dan ikzelf ooit was".

- De mentor en leermeester van Will heet Halt O'Carrick. Zijn achternaam wordt voor het eerst vernoemd in het achtste boek. Hij is een streng en nors uitziende oudere Grijze Jager en is zeer zuinig met zijn complimentjes. Halts vorige leerling is Gilan, die dikwijls bij hem langskomt.
Halt is een jaar verbannen geweest uit Araluen omdat hij expres de koning in het openbaar had beledigd: zo kon hij Will uit Skandia gaan bevrijden (Boek 3). Toen is hij op zijn tocht nog even kasteelheer geweest van Château Montsombre, dat hij won in een duel tegen de oude kasteelheer. Maar dat gaf hij weg aan de bewoners van het kasteel. Hij trouwt in Boek 7 met Vrouwe Pauline van de Diplomatieke Dienst.
Halt wordt in het negende boek vergiftigd door een Genovees, maar komt er met hulp van Malcolm (uit boek 5) weer bovenop. Halt komt in alle boeken aan bod, uitgezonderd van de Novelle, hoewel soms heel weinig. Zijn beste vrienden zijn Baron Arald, Heer Roderick, Crowley (eerst commandant van het korps, later sterft hij en wordt Gilan dat) en koning Duncan. Maar zijn allerbeste vriend is toch Will, die hij eigenlijk meer ziet als zoon dan als vriend. Halt is getraind door dezelfde Grijze Jager die Crowley trainde, Pritchard genaamd.
In Boek 12, 13, 15 en 16 is hij gepensioneerd en leeft hij samen met Pauline. In de vroege jaren 1 uiteindelijk zijn we teruggekeerd in de tijd en heeft Halt vermoedelijk de leeftijd van een jonge twintiger. Hij helpt in het boek Crowley met het in ere herstellen van het Jagerskorps.

- De oud-leerling van Halt is Gilan. Hij is bevriend met Will en probeert ieder jaar tijdens de Jager-bijeenkomst Halt te pakken te krijgen voor die hem opmerkt, wat overigens nooit lukt. Gilan is de op een na jongste Jager (de jongste is Will) in heel het korps (Boek 1 t/m 8), en de enige die een zwaard draagt. Dat komt doordat hij les kreeg van de zwaardmeester Mac Neil voor hij leerling-Jager werd, maar Halt had hem toestemming gegeven af en toe nog wat lessen te volgen. Bovendien is Gilan de allerbeste in 'onzichtbaar' blijven van het hele korps. Gilan heeft een hoofdrol in Boek 1, 2, 7, 11, 12, 13 en 14 en speelt een kleinere rol in Boek 3, 8 en 9. In Boek 12, 13 en 14 is Gilan commandant van de Grijze Jagers.
- Crowley is het hoofd van het Korps Jagers. Hij is goed bevriend met de koning en Halt doordat hij en Halt samen het Korps hebben heropgericht, wat ervoor zorgt dat Will ook een vriendschappelijke relatie met hem krijgt. Hij is de beste van het korps in onhoorbaar zijn. Hij heeft een schuilplek gemaakt aan de rand van de plaats waar de Jager-bijeenkomst is. Er zijn maar drie mensen die die schuilplaats weten staan: hijzelf, Halt en Will. Hoewel Will niet weet dat er eigenlijk maar drie mensen zij die zijn schuilplaats kennen. Crowley moest Halt uit het korps zetten toen hij verbannen werd, maar heeft het insigne later teruggegeven aan Halt. Crowley is getraind door Pritchard, die ook Halt trainde. Drie jaar voor het begin van Boek 12 is Crowley gestorven. Hij komt voor in de Boeken 1-5, 7, 8, 10 en 11.

#### Koeriers
- Alyss Mannering is een Koerier van de Diplomatieke Dienst en de assistente van Vrouwe Pauline. Ze is in stilte verliefd op Will, niet-wetend dat dat omgekeerd ook zo is. Op het einde van het zesde boek schrijft ze een brief naar hem waarin ze zegt dat ze van hem houdt. Alyss en Will hebben veel met elkaar gemeen. Ze hebben een nogal aparte lengte: Will is klein voor een jongen, en Alyss groot voor een meisje. Ze hebben weinig of geen geheimen voor elkaar, aangezien ze bij de Koeriers en Jagers werken. Ze zijn in hetzelfde jaar in hetzelfde weeshuis (dat van Redmont) terechtgekomen, en Alyss is de beste vriendin van Will, net zoals Will de beste vriend van Alyss is. Alyss en Will hebben een verhouding vanaf Boek 6. Ze gaat op een diplomatieke missie naar Macindaw samen met Will en Arnaut, waar ze ook Malcolm ontmoet. Er wordt dan vermeld dat ze een van de betere nieuwe Diplomatieke Koeriers is. Ze is jaloers op de kroonprinses, die ook een oogje op Will heeft. In het tiende deel reist ze mee naar Nihon-Ja. Dan komen haar vrienden erachter dat ze Nihon-Ja (de taal) heeft geleerd. Zij en Evanlyn sluiten vrede wanneer ze samen op expeditie gaan. Wanneer Will haar op het einde van het tiende boek nogal onhandig ten huwelijk vraagt, maakt ze er eerst een heel circus van, maar doordat ze glimlacht wanneer ze hem haar de rug toedraait, is het duidelijk dat ze wel zeker met hem wil trouwen. Ze wordt door de Nihon-Ja "Tsuru" genoemd, wat kraanvogel betekent. Alyss is een hoofdpersoon in het vijfde, zesde, tiende en elfde boek en speelt een minder belangrijke rol in Boek 1, 7, 8 en 9. Ze trouwt met Will op het einde van Boek 11. Anderhalf jaar voor het begin van Boek 12 is ze vermoord. Ze probeerde een kind uit een brandende herberg te redden en kwam daarbij zelf om het leven. Will zweert dat hij haar dood zal wreken.
- Vrouwe Pauline is het hoofd van de Diplomatieke Dienst van Redmont. Haar assistente is Alyss, en in boek 7 trouwt ze met Halt. Pauline vraagt aan Will om op Halt te passen als ze vertrekken naar Clonmel. Later zegt Will tegen haar dat hem dat maar net gelukt is. Ze speelt een rol in Boek 1, 7, 8, 9,11 en 12.

#### Ridders
- Arnaut Altman (in het Engels Horace) is de beste vriend van Will, hoewel ze elkaar vroeger niet konden luchten of zien. Arnaut is, in tegenstelling tot Will, groot, sterk en een heel goede zwaardvechter. Hij is een ridder bij de koninklijke wacht en heeft een oogje op de kroonprinses, en vindt het niet prettig dat die een poos verliefd is op Will. De verstandhouding tussen Jagers en Arnaut is nogal aan de vreemde kant, omdat Arnaut denkt dat je alleen Jager kan of mag worden als je niet op de krijgsschool terechtkan, wat Will is overkomen door zijn lengte. In het begin van de serie kijkt hij dan ook neer op de Jagers, en vindt hij dat hij zelf uitblinkt. Als hij met Halt mee reist om Will te bevrijden in het derde boek verandert zijn kijk op Halt, en daarmee de Jagers in het algemeen. Ook heeft hij bewondering voor hoe ze hun wapens hanteren. Arnaut heeft een voskleurig strijdros, Schopper, waar de Jagers-paarden op neerkijken omdat het paard 'zo traag' gaat. Aan het einde van boek 8 begint Will te vermoeden dat Arnaut en Cassandra misschien een relatie hebben, en dit wordt aan het eind van Boek 10 bevestigd als Arnaut en Cassandra bekendmaken te gaan trouwen. Arnaut is om een of andere reden doodsbenauwd voor kleine ruimtes, en daarom draagt hij nooit een dichte helm. Hij wordt hier onder andere mee geconfronteerd in boek 9. In het tiende boek maakt hij kennis met Nihon-Ja en zijn keizer, die hij helpt terug op de troon te komen. Zijn bijnaam, Kurokuma, betekent letterlijk (grote) zwarte beer, slaat op de grote hoeveelheid eten dat hij telkens verorbert, maar ook op het feit dat hij erg groot is, en een gewaagd zwaardvechter. Hij trouwt met Cassandra in Boek 11. In Boek 12 blijkt dat hij liever wat op de achtergrond blijft en Cassandra de macht laat behouden. Samen met Cassandra heeft hij een dochter: Madelyn. Arnaut komt in alle boeken voor, behalve Vroege jaren 1 en 2, en Novelle.

#### De vrienden van Will
- Jenny Dalby is een vriendin van Will. Ze werd samen met hem, Alyss, Arnaut en George opgevoed door baron Arald in Redmont, nadat ze als baby te vondeling werd gelegd. In het eerste boek gaat ze bij Meester Buick, de kok van Redmont, in de leer. In Boek 7, wanneer de uitreiking van Wills zilveren eikenblad gevierd wordt, is ze verliefd op Gilan. In het achtste boek opent ze een eigen restaurant, tot grote spijt van meester Buick. Ze speelt mee in Boek 1, 7, 8, 11, 12 en 13. Het lijkt erop dat zij en Gilan een verhouding hebben vanaf het einde van Boek 11. In het twaalfde boek speelt ze een grotere rol, omdat zij en Will de enige van de vijf weeskinderen zijn die nog steeds in Redmont verblijven.
- George Carter is een vriend van Will. Hij is een wees, en komt uit Redmont. In het eerste boek gaat hij bij Meester Nicolaas, een klerk, in de leer. In het achtste boek is hij een van Redmonts belangrijkste notarissen. In het tiende boek redt George zelfs Arnauts leven, waar hij een litteken aan overhoudt. Hij waarschuwt Araluen voor de opstanden in Nihon-Ja. Hij komt voor in Boek 1, 7 en 10 (en 11?).
- Baron Arald is de baron van het leen Redmont. Hij is goed bevriend met Halt, en fungeert als een belangrijk adviseur bij koning Duncan. Arald komt in de reeks voor in Boek 1, 2, 3, 4, 7, 9, 11, 12 en Vroege Jaren 1 en 2.
- Krijgsmeester Roderick is het hoofd van de krijgsschool van Redmont. Hij is bevriend met Arald en Halt. Hij speelt mee in de reeks in Boek 1, 2, 3, 4, 7 en 11. Vanaf het achtste boek wordt hij Rodney genoemd. Hij leidde Arnaut op.

#### Kasteel Araluen
- Kroonprinses Cassandra of Evanlyn, is de oudste dochter van koning Duncan en zo troonopvolgster van Araluen. In het tweede boek werd ze in Celtica door troepen van Morgarath overvallen, waarop ze vluchtte en de identiteit van een dienstmeisje, Evanlyn, aannam. Ze werd door Will en Arnaut gevonden en thuisgebracht. Net als Alyss koestert ze gevoelens voor Will, waardoor beiden elkaar met verregaande antipathie bejegenen. Meestal wordt ze ook Evanlyn genoemd vanwege veiligheidsredenen. Ze is de hoofdrolspeelster in Boek 2, 3, 4, 7 en 10, komt ook nog voor in de boeken 11-14 en heeft meerdere keren bewezen niet bang te zijn voor gevaar, ze kan het hoofd koel houden. Toen op het einde van Boek 4 Will het aanbod afsloeg om bij de koninklijke verkenners te gaan werken, voelde ze zich beledigd en heeft ze een tijd nogal afstandelijk gedaan tegen Will, wat goed gemaakt wordt in Boek 7. Ze wordt uiteindelijk bevriend met Alyss. Dan vertelt ze de Koerier ook dat ze later, op de troon, goed haar hulp kan gebruiken met het besturen van haar land. Aan het eind van Boek 10 wordt bekend dat ze bevestigend heeft geantwoord op het huwelijksaanzoek van Arnaut. Zij trouwen dan in Boek 11. Ze krijgt de bijnaam "kitsune" door de Nihon-Ja, wat vosje betekent. In Boek 12 blijkt dat ze een strenge staatsvrouwe is geworden, die haar dochter liever tussen vier muren ziet. Het lijkt erop dat ze probeert te vergeten dat zij vroeger ook zulke toeren uithaalde. Ze komt ook in boek 5 van de serie "broederband" voor, ze komt daar heel goed overweg met Lydia en zij en Lydia blijken erg veel gemeenschappelijke eigenschappen te hebben.

- Madelyn "Maddie" Altman is de dochter van Cassandra en Arnaut. Ze speelt mee in Boek 12, 13 en 14. Vanwege haar onhandelbaarheid, gaat ze in de leer bij Will, haar peetvader. Ze is de eerste vrouwelijke (leerling-)Jager. Maddie lijkt heel erg op haar moeder: ze is zeker van haar zaak, koppig en intelligent. Net zoals Will vroeger kan ze ook weleens onbezonnen zijn, maar naarmate Boek 12 vordert leert ze zich steeds beter gedragen. Nadat ze Will hielp met het oprollen van een bende kinderhandelaars besluit ze haar opleiding tot Grijze Jager te voltooien, tegen de wil in van Cassandra. In Boek 13 heeft ze net haar derde jaar als leerling-Jager afgesloten, en speelt ze op kasteel Araluen een dubbelrol als enerzijds prinses en anderzijds Grijze Jager, in de afwezigheid van Gilan. Ze ontdekt ook de geheime gangen van het kasteel Araluen.
- Koning Duncan is staatsheer van Araluen en vader van Cassandra, met wie hij soms ruzie heeft omdat zij iets wil doen wat hij te gevaarlijk vindt. Normaal wint Cassandra die ruzie dan. Duncan is bevriend met Halt en Crowley en kent Will ook heel goed. Hij was de aanvoerder van het leger dat tegen Morgarath streed. De koning speelt mee in Boek 2, 3, 4, 7, 11, 12, 13 en 14 hoewel niet veel. In het twaalfde, dertiende en veertiende deel is hij erg ziek, maar sterft niet.
- Dimon is verre familie van het koningshuis, en aan het begin van Boek 13 Kapitein van de Wacht van kasteel Araluen. Deze knappe en charmante jongeman is tevens de leider van De clan van de Rode Vos (vulpus retarius), die van mening is dat de troonopvolging een mannelijke aangelegenheid dient te zijn.
- Heer Anton is de Opperkamerheer van koning Duncan. Hij zorgt ervoor dat de koning zich aan het protocol houdt. Hij komt voor in boek 3, 4, 7, 11 en 15

#### Zeeklif
Boek 5:
- Edwina is de huisvrouw van Will in Zeeklif. Ze doet zijn huishoudelijke taken en kookt ook voor hem. Ze is de moeder van Delia. En de kok van de herberg. Baron Ergell (baron van zeeklif) heeft haar gevraagd om in de keuken te komen werken maar dat deed ze niet.
- Delia is de dochter van Edwina en is een goede vriendin van Will. Stiekem is ze verliefd op hem. Aan het eind van boek 6 hoort Will dat ze met de zoon van de veerman is getrouwd, genaamd Stephen.
- Baron Ergell is de baron van het leen Zeeklif.
- Krijgsmeester Norris is de krijgsmeester van Zeeklif.

#### Noordam en Macindaw
- Malcolm, Malkallam of de Duistere, Zwarte Tovenaar is een geneesheer die in het Grimsdalwoud naast kasteel Macindaw leeft met zijn volgelingen, zoals de reus Trobar, die allemaal een handicap hebben. Trobar kreeg aan het einde van boek 6 een hond, Schaduw van Will. Hij speelde een belangrijke rol in het beleg en de bevrijding van Macindaw. Naast geneesheer is hij ook een soort goochelaar. Hij speelt mee in de boeken 5, 6, 9 en 11. In het negende boek geneest hij Halt van de vergiftiging, en helpt hen ook om de Buitenstaanders voorgoed op te rollen.
- Kasteelheer Orman is de kasteelheer van Macindaw die wordt vergiftigd door zijn neef Keren. Hij herstelt bij Malcolm, en wordt later terug heer van Macindaw. Hij komt voor in Boek 5 en 6.
- Kasteelheer Syron is Ormans vader, die een ongezien personage is. Hij wordt in Boek 5 vergiftigd door Keren en sterft uiteindelijk in boek 6.
- Xander is Ormans assistent en boekhouder en soms een lastpak. Hij wantrouwt Malcolm en schuwt diens middelen, uit vrees voor een vergiftiging van Orman. Later herziet hij zijn mening omtrent de heelmeester. Xander speelt een rol in Boek 5 en 6.
- In Boek 5 en 6 zijn de andere tegenstanders Heer Keren en de Scoti. Keren wilde Macindaw laten inpalmen door de Scoti uit Picta. Hij was een landverrader en is op het einde van Boek 6 vermoord door Will en Alyss. In boek 5 neemt hij Alyss gevangen. Hij had ook een soort steen (Mesmerisme genoemd), waarmee hij Alyss betoverde en allerlei belangrijke informatie van haar loskrijgen. Will bezorgde haar echter een kiezelsteen (van Malcolm) zodat ze zich ertegen kon verzetten.
- Heer Dorik is baron van Noordam.

#### Elders in Araluen
- De eerste tegenstander in de serie is Morgarath, Heer van de Bergen van Nacht en Ontij. Hij speelt de rol van grootste tegenstander in Boek 1 en 2. Met behulp van telepathie kan hij zijn Wargals bevelen wat hij wil. Hij wordt vermoord aan het einde van Boek 2 in een bijna kansloos duel voor Arnaut. Hij keert nog in levenden lijve terug in een paar verhalen in Boek 11 en de vroege jaren 1 en 2.
- John Buttel. Oplichter, dief, moordenaar en landverrader. Hij luisterde de belangrijke dialoog tussen Alyss en Will in boek 5 af. Will gaf hem hiervoor "weg" als slaaf aan een schip Skandiërs. Maar toen het schip in een storm terechtkwam en dreigde te vergaan, maakte hij van de gelegenheid gebruik om twee Skandiërs, waaronder de rechterhand van de Skirl te doden en te ontsnappen. Nadien ging hij bij Heer Keren in dienst. Op het einde van Boek 6 wordt hij vermoord door Arnaut en Gundar.
- Joris Ruhl: Indirecte moordenaar van Alyss (voor Boek 11). Leider van een groep die kinderen als slaven verhandelen (Boek 12). Will wilt hem doden, zelfs als dat betekent dat hij het Korps van de Grijze Jagers moet verlaten. De speurtocht van Will naar Ruhl wordt onderbroken door leerlingjager Maddie (Boek 12), maar tijdens een onderzoek naar een vermoorde jager komen Will en Maddie hem tegen en vermoordden hem en zijn groep (Boek 12).

#### Hibernia
- Koning Ferris is de broer van Halt. Hoewel hij koning van Clonmel is, is Halt eigenlijk ouder dan hij. Ferris heeft echter geprobeerd Halt te vermoorden, en toen is de rechtmatige koning - Halt - naar Araluen gevlucht. Ferris is op het einde van Boek 8 vermoord door een van de Genovese huurmoordenaars.
- Ferris en Halt hadden nog een zuster Caitlyn, die een paar jaar geleden is gestorven.
- De neef van Halt en Ferris is Sean O’Carrick, zoon van Caitlyn. Hij was eerst de rechterhand van Ferris, maar heeft Will en de anderen geholpen met het overwinnen van de religie. Later is hij op verzoek van Halt koning van Clonmel geworden.
- De leider van de religieuze sekte De Buitenstaanders is Tennyson. Hij heeft als bedoeling heel Hibernia in zijn macht te krijgen. Bij Clonmel is dat niet gelukt. Hij heeft onder andere 3 Genovezen ingehuurd, echte huurmoordenaars. Will heeft een van die drie doodgeschoten in een duel. Hoewel hij toch al vals spel pleegde door te bewegen. Maar Tennyson, de andere 2 Genovezen, en ongeveer 20 van zijn volgelingen, zijn kunnen ontsnappen (Boek 8), zij worden allemaal vermoord in Boek 9 - ook door Will, die hen neerschiet, doodsteekt en een grot laat ineenzakken.

#### Skandia
- Oberjarl Erak Stervolger is de Oberjarl of staatsheer van Skandia. Hij was vroeger Jarl en ook Skirl (kapitein) van het schip de Wolfswind, dat nu onder leiding van Skirl Svengal staat. Hij kwam voor het eerst met Will en Cassandra (als Evanlyn) in aanraking toen de Skandiërs als huurlingen voor Morgarath werkten, en hij hen als spionnen gevangen nam. Hij nam hen mee naar Skandia, om ze aldaar als slaaf te werk te stellen. Daar hielp Erak hen een paar maanden later ontsnappen, omdat Will verslaafd was geraakt aan een drug. Erak werd nadien Oberjarl toen Ragnak in de slag om Hallasholm door een groep Temujai gedood werd. Later tekende hij een vredesverdrag tussen Skandia en Araluen. In boek 7 willen Will en zijn vrienden hem bevrijden met losgeld uit Arrida, maar ze moeten hem redden uit de handen van de Tualaghi. Erak komt voor in Boeken 2, 3, 4, 7 en 11. Hij speelt ook een kleinere rol in Broederband.
- De Skirl van de Wolfswind heet Svengal. Hij hielp mee Will en Evanlyn gevangen te nemen. Later, in Boek 7, ging hij met Will mee om Eraks losgeld te betalen. Net zoals Erak komt ook hij voor in Boek 2, 3, 4 en 7. Svengal is ook een personage in Broederband.
- De Skirl van de Wolfswolk en later van de Willwolf is Gundar Hardslag. Hij was te laat vertrokken op rooftocht, waardoor er niks meer te vinden was. Hij landde in het leen Zeeklif aan om eten in handen te krijgen en kreeg een slaaf, de crimineel John Buttel, cadeau van Will. Nog later voer zijn boot op een rots en werd hij opnieuw geholpen door Will. Hij en zijn mannen hielpen bij het beleg van Macindaw. Hij heeft zijn nieuwe schip Willwolf genoemd om Will te bedanken. Later brengt Hardslag zijn vrienden naar Nihon-Ja met zijn schip, waardoor hij de eerste Skandiër in Nihon-Ja is. Gundar speelt mee in Boek 5, 6, 10 en 11.
- Een van de matrozen op het schip de Wolfswolk en later de Willwolf is Nils Lijntrekker. Hij is erg sterk en groot en is een groot fan van Arnaut. Hij noemt hem altijd 'de generaal'. Hij speelt mee in boek 5, 6, 10 en 11.
- Oberjarl Ragnak is de voorganger van Erak. Hij had een Vallasgelofte over de familie van Cassandra en Duncan uitgesproken: hij zou heel haar familie vermoorden of heel zijn familie zou vermoord worden. Hij werd in de strijd tegen de Temujai gedood.
- Slagor is een Skandiër en landverrader. Hij verraadde aan Ragnak dat Evanlyn eigenlijk Cassandra heette en ze de kroonprinses van Araluen was. Hij werd op bevel van Erak onthoofd toen bleek dat hij Skandia had verraden, door een verbond met de Temujai te sluiten. Hij was een vast personage in Boek 3 en 4.
- Toshak Toshak komt enkel voor in boek 7, waarin hij Erak heeft verraden aan een stel woestijnbandieten. Verder speelt hij geen belangrijke rol in de verhaallijn.

#### De Temujai
- De tegenstanders van de Skandiërs in Boek 4 zijn Generaal Haz'Kam en zijn Temujai of Temuj (Temujai is met enige fantasie te veranderen in Temujin. Dit is de geboortenaam van Dzjengis Khan. Dzjengis Khan stond bekend om zijn schutters te paard en zijn sableurs. Daarnaast introduceerde hij de 10 groepering. Beide komen terug in het boek). De Temujai zijn een volk die zeer veel vergelijkingen vertoont met de mongolen in de realiteit. De Temujai wilden Skandia veroveren om zo ook Araluen in te palmen. Haz'Kam en zijn mannen zijn teruggedreven door de Skandiërs met hulp van Will, Arnaut, Halt en prinses Cassandra (Evanlyn) en hun boogschutters opgeleid door Will.

#### Arrida
- Seley'el then, of Selethen, was diegene die in Boek 7 Erak gevangen had genomen, maar heeft daarna Will en de zijnen geholpen de Tualaghi te overwinnen. Hij speelt terug mee in Boek 10, als hij naar Toscana komt voor een verdrag te regelen en later meegaat op reis naar Nihon-Ja, en Boek 11, als hij voor de trouwerij van Arnaut en Cassandra wordt uitgenodigd. Hij wordt in Nihon-Ja "Taka" genoemd - havik.
- Toshak, Yusal en zijn Tualaghi zijn de tegenstanders in Boek 7. Toshak was een Skandiër die aan de kant van Slagor stond. Hij had beloofd aan Yusal dat hij en de Tualaghi geld zouden krijgen als ze Erak zouden vasthouden. Toshak is vermoord door Erak en Yusal is gek geworden nadat Cassandra hem met een marmer/loden kogel naar zijn hoofd heeft geslingerd. Yusal is de leider van de Tualaghi die in de woestijn mensen overvallen en daarna spoorloos verdwijnt alsof de mensen daar plots dood neer zijn gevallen. Iqbal is de broer van Yusal en hij is degene die de Genovezen heeft ingehuurd in Boek 11 om Cassandra te vermoorden.

#### Gallica en Toscana
- Heer Deparnieux is de slechte kasteelheer van Château Montsombre (Kasteel Sombere Berg). Hij houdt ervan om mensen te zien en te laten lijden. Hij wordt op het einde van Boek 3 gedood door Halt met een speciale pijl die door een harnas heen schiet.
- Sapristi is generaal van Toscana. Hij komt voor in Boek 10 en laat daar een demonstratie zien over de Toscaanse vechtkunst. Door hem komt Will op het idee om de niet goed vechtende Kikori samen te laten vechten in plaats van goed opgeleid te worden.
- Marisi is een Genovees. Will schiet hem dood in het verdronken bos. Was ingehuurd door Tennyson samen met Bacari en Luciano. Marisi is de oudste van de drie. Komt voor in boek 8 en 9.
- Bacari is een Genovees die met Marisi en Luciano ingehuurd werd door Tennyson. Zorgde ervoor dat Halt bij zijn elleboog geraakt werd door zijn vergiftigde pijl. Bacari werd later gedood door Will in een messengevecht. Komt voor in boek 8 en 9.
- Luciano is een Genovees die samen met Marisi en Bacari werd ingehuurd door Tennyson. Hij vergiftigde Arnaut voor het tweede duel. Daarna werd hij betrapt door Will toen hij het vergiftigde water weg wilde gooien en werd uiteindelijk gedood door Will in een tweekamp. Speelt mee in boek 8.
- Mordini en Serafino waren twee Genovezen die ingehuurd werden door Iqbal om prinses Cassandra te vermoorden. De ene werd gedood door Will toen hij voor de andere Genovees sprong. De ander werd bont en blauw geslagen door Nils en later verhoord door Halt. Ze zijn verdacht van de moord op Robard.

#### Nihon-Ja
Rangen
1. Keizer: Shigeru Motodato (teken: driehoek van rode kersen)
2. Senshi (clans)
3. Volk; waarvan Kikori, Hasanu en de rest, het "gewone" volk

Kikori: houthakkers en timmerlieden, kennen het hele noorden uit hun duimpje.
Hasanu: vechtersbazen (zie: Nimatsu), onderontwikkeld maar trouwe mensen.
Clans
- Shimonseki - Verrader - getileerde uil als teken
- (2de clan die in opstand is gekomen) - Verrader
- Meishi - Neutraal/trouw
- Tokoradi - Neutraal/trouw
- Kitotashi - Neutraal/trouw

Personen
- Shigeru is de keizer van Nihon-Ja. Hij is bevriend met Arnaut, die hem helpt zich te verdedigen tegen Shigeru's vijanden. Door zijn manier van regeren is hij zeer geliefd onder het volk - maar niet bij sommige Senshi. Zijn neef, Shukin, sterft wanneer hij Arisaka tegenhoudt om tijd te winnen.
- Arisaka is de krijgs/zwaardmeester van Nihon-Ja. Hij is de leider van de Shimonseki-clan. Hij vindt dat hij de keizer hoort te zijn in plaats van Shigeru. Daarom heeft hij de twee sterkste Senshi-clans tegen de Keizer opgezet, uiteindelijk 400 Senshi. Later wordt hij uitgeschakeld door Will.
- Nimatsu is de leider van de Hasanu in het hoge, en koude noorden, en een vertrouweling van Shigeru. Ze zijn minder ontwikkeld en groter dan de gemiddelde Nihon-Ja, maar wel goede vechters(bazen) en zijn loyaal tot hun dood. Nimatsu nam tijdelijk de heerschappij over Nihon-Ja over terwijl Shigeru in Araluen was voor Arnauts huwelijk.
- Shukin is de neef van Shigeru. Hij komt voor in boek 10, en is eigenlijk de tacticus bij oorlogen. Shukin zorgt voor het speciale zwaard van Arnaut van Nihon-Ja staal. Hij wordt vermoord door Arisaka, als hij de mannen wilt tegen houden aan een rivier om tijd voor de Keizer te winnen.
- Reito: een hoge adviseur van Keizer Shigeru. Hij komt met het bericht aan de Keizer dat er een opstand is in Ito, de hoofdstad van Nihon-Ja. Hij heeft ook het idee om naar het fort in het noorden te gaan. Hij begeleidt ook de overlevenden van de Keizerlijke garde naar een aangeduid punt, overlegd met Shukin.
- Atsu:
- Moka:
- Eiko: Dorpsleider van het eerste dorp waar de Keizer langs komt, opweg naar het fort Ran-Koshi.
- Mikeru: Een jongeman van de kikori.

### Dieren
- Jagers-paarden zijn kleine paarden (meer pony's) die Halt ooit gestolen heeft van de Temujai en daarna in Araluen zijn gefokt. Ze zijn klein van stuk, iets langzamer dan een strijdros, maar kunnen een hele dag in draf doorrijden zodat ze veel meer afstand kunnen afleggen dan een strijdros. (Op de korte afstand verliest een Jagers-paard het van een strijdros. - Will's paard won echter een keer van "het snelste paard van de woestijn".) Ze hebben een sterke band met hun berijder. Jagers-paarden kijken altijd een beetje neer op strijdrossen, omdat die minder afstand kunnen afleggen in een dag. Ze reageren op alle signalen die de Jager geeft en je moet een speciaal wachtwoord kennen voor je erop kan komen, anders word je eraf gegooid. De paarden worden gefokt door oude Bob en later in de serie door jonge Bob. Wanneer de paarden "op pensioen gaan" - meestal na zo'n 15 jaar -, krijgen ze een andere naam, doen ze mee aan het fokprogramma voor de Jager-paarden en wordt hun naam doorgegeven aan een jonger paard. Jagers-paarden gaan door tot ze er bij neer vallen, of dat zou Trek toch doen als Will het zou willen.
- Het Jagers-paard van Will heet Trek (in het Engels Tug). Zijn wachtwoord is Mag ik? Trek is een beetje kleiner dan andere Jagers-paarden, maar ook sneller. Voor Will en Arnaut vrienden werden, is Arnaut op de Oogstfeestdag eens van Trek afgegooid omdat hij het wachtwoord niet had gezegd (hij wist ook niet dat dat moest). Hij krijgt een band met Ebben. Trek ging niet mee naar Toscana en Nihon-Ja. In Boek 11 gaat de oude Trek met pensioen omdat hij is aangevallen door een wolf. Hij wordt vervangen door een familielid, die vanaf dan Trek wordt genoemd, en er erg op lijkt. De "oude" Trek heet nu Bellerophon, dat zou het paard zelf gekozen hebben.
- Abelard is het Jagers-paard van Halt. Abelards wachtwoord is Permettez-moi? (Staat U mij toe?). Zijn wachtwoord is Gallisch omdat hij volgens Halt Gallische ouders heeft, wat ook de reden is dat hij een Gallische naam heeft. In het negende boek zit Will voor het eerst op het paard, om Malcolm te halen. Abelard ging ook niet mee naar Toscana en Nihon-Ja.
- Bles (in het Engels Blaze) is het Jagers-paard van Gilan. Bles' wachtwoord is wat anders dan dat van Trek en Abelard: Bruine ogen. In het eerste boek geeft Gilan zijn paard aan Will te leen zodat die sneller vooruit gaat dan met één paard, om Baron Arald en Roderick te halen om de Kalkara te vernietigen, die Halt willen vermoorden. Ook in Boek 2 en 7 doet Bles mee.
- Bumper is het Jagers-paard van Maddie en heeft die naam omdat hij toen hij klein was overal zijn hoofd tegenaan duwde. Bumpers wachtwoord is wees voorzichtig met me.
- Schopper (in het Engels Kicker) is het paard of strijdros van Arnaut en veel groter dan de Jagers-paarden. Maar net als alle Jagers-paarden kijken ook Trek, Abelard en Bles neer op Schopper, zo'n traag geval. Schopper vindt die snelle paarden wel interessant. Schopper komt in het tiende boek niet voor, net als in de Vroege Jaren.
- Grazer is het oude paard van Crowley. Hij heet nu Cormac en wordt aan Will uitgeleend zodat die niet zonder paard zit, terwijl Trek verzorgd wordt. Grazer - Cormac - speelt alleen mee in het elfde boek.
- Schaduw is de hond die Will in het vijfde boek gewond langs de weg vindt. Later geeft hij haar als cadeau aan Trobar, de vriendelijke maar gehandicapte reus. Ze heeft puppy's gekregen.
- Ebben is een puppy van Schaduw. Will krijgt haar cadeau van Trobar. Ze heeft één blauw en één bruin oog, zoals Schaduw. Ze wordt goede maatjes met Trek, Will en Alyss. Ebben wordt in De Reizigers, een kort verhaal in De verloren verhalen ontvoerd door de zigeuners die in Araluen Reizigers genoemd worden. Die komen voor in boek 9 en 11.
- Pijl is het paard dat Will heeft gekregen van Selethen toen hij op zoek ging naar Trek in de woestijnen van Arrida, net voor de Bedullin Will gevonden hadden. Pijl is opgegeten door een woestijnleeuw. Dankzij Pijl is Will niet omgekomen, want de leeuw nam het paard en niet Will, en doordat er aasvogels rond het karkas vlogen werd Will gevonden.
- Zandstorm is het (snelste) paard van de Arridaanse stam(leider). Zandstorm heeft het opgenomen tegen Will en Trek. Will en Trek wonnen de wedstrijd zodat Trek vrijkwam. Zandstorm werd ook wel 'de snelste paard van de woestijn' genoemd.
- Sabel is Wills hond in deel 12, 13 en 14.
- Zonnedanser is Madelyn (ook wel Maddie) haar Arridaans volbloedpaard voor ze Bumper kreeg in boek 12.

### Andere wezens
- Kalkara - er waren maar drie van deze wezens in leven. Een ervan is zeven jaar voor het begin van het eerste boek gestorven. Een tweede is vermoord door Halt en afgemaakt door Roderick en Arald. Will heeft de derde gedood door hem in het vuur te stoten met een pijl. Daardoor spelen ze alleen mee in boek 1. Ze hebben een vacht, ingesmeerd met een plakkerige, wasachtige substantie, waardoor deze ondoordringbaar is en als pantser dienstdoet. Hun ogen hebben een verlammend effect, waardoor iemand die ze recht in hun ogen aankijkt verlamd wordt van angst. Het enige waar zij bang voor zijn is vuur. Zij zijn extreem ontvlambaar, waarschijnlijk door de plakkerige substantie in hun vacht. Dit is dan ook bijna de enige manier om hen te doden. Een andere manier is door een bijzonder lang en sterk zwaard, een goede lans, een speer of een heleboel sterke pijlen af te vuren op een klein plekje, zo mogelijk het hart. De Kalkara deden diensten voor Morgarath als huurmoordenaars. Ze hebben verschillende hoge personen vermoord, degenen die Morgarth het meest hadden dwarsgezeten. De 2 laatsten hadden toen ze vermoord werden de opdracht Halt te doden. Dit mislukte dus. De Kalkara kunnen maar 1 moordverzoek tegelijk aangenomen hebben totdat deze is uitgevoerd, maar ze gaan tot de dood om die uit te voeren.
- Wargals zijn moordlustige, maar behoorlijk domme wezens die op Morgaraths Hoogvlakte leven. Morgarath beveelt hen wat ze moeten doen via telepathie. Hij was namelijk op zoek naar een groot leger en las dat lang geleden een koning Prescott van hen een onoverwinnelijk leger maakte. Ze zijn nergens bang voor, behalve voor paarden. Ze hebben een lange snuit en gele slagtanden en ze bewegen zich voort door sprongen te maken en als ze lopen waggelen ze een beetje. Ze zijn ongeveer even groot als een wilde beer. Ook hebben ze een dikke vacht en kleine spleetoogjes. Op hun voorpoten hebben ze bijna menselijke handen met kromme klauwen, hun achterpoten zijn gespierd en de knieën zitten de andere kant op. Aan het einde van het tweede boek vluchten ze terug naar de hoogvlakte. Nadat Morgarath werd vermoord door Arnaut werden de Wargals heer over de ringen. De Wargals komen voor in Boek 1, 2 en 17 en in de Vroege Jaren 1 en 2.
- De Sneeuwtijger/de verschrikking/de kyofu is een 5 meter lang monster die door Alyss en Cassandra (Evanlyn) is gedood in boek 10. Het is een reusachtig katachtig wezen (tijger), dat uitgestorven was verklaard. Hij heeft een lange staart en is wit. Het doodt muisstil zijn prooi.

## Locaties
De kaarten uit de boeken vertonen overeenkomsten met meerdere hedendaagse landen en gebieden. De belangrijkste vermelde landen en andere geografische gebieden zijn:

### Landen
- Araluen (Engeland) - Boek 1, 5, 6, 7, 12 en 13
- Arrida (Noord-Afrika) - Boek 7
- Celtica (komt van de Kelten) (Wales) - Boek 2
- Gallica (komt van de Galliërs) (voornamelijk Frankrijk; voorts België, Nederland en Denemarken (de landlengte naar Skandia komt van Jutland).) - Boek 3 en 15
- Teutoland (komt van het Teutoburgerwoud) (Duitsland) - Boek 3
- Hibernia (Ierland; bestaat uit Mourne, Galwegh, Dromorth, Clare, Traloon en Clonmel) - Boek 8
- Nihon-Ja (Japan) - Boek 10
- Picta (Schotland) - Boek 5, 6 en 9
- Skandia (komt van Scandinavië) (Noorwegen, Zweden en Finland / geografisch gezien (kaart): alleen Finland) - Boek 3, 4 en 13
- Toscana (komt van Toscane) (Italië) - Boek 10
- Magyara (komt van de Hongaarse naam van Hongarije, Magyarország) (Hongarije) - Boek 8, 9 en 11
- Indus (India) - Boek 10
- Iberion (Spanje en Portugal) - 13 (?)
- Oostelijke Steppen (Rusland) - geen van de boeken
- Alpina (komt van de Alpen) (Zwitserland en Oostenrijk) - geen van de boeken
- Aslava (komt van Bratislava) (Slowakije) - geen van de boeken
- Zonderland/Sonderland (letterlijk 'zonder land') (IJsland? / geografisch gezien (kaart): Noorwegen en Zweden) - geen van de boeken, maar de huursoldaten worden soms ingezet

### Wateren
- Stormwitzee (Oostzee / geografisch gezien (kaart): ook de  Botnische golf) - Boek 3.
- Enge Zee (Het Kanaal en de Noordzee) - Boek 3.
- Constante Zee (Middellandse Zee) - Boek 7 en 10.
- Zee van Rostov (Zwarte Zee) - geen van de boeken
- Kanaal van Assarania (Suezkanaal) - Boek 10.
- Zee van Bloed (Rode Zee) - Boek 10.
- Mizu Umi Bakudai (groot meer in Nihon-Ja) - Boek 10
- Eindeloze oceaan (Atlantische Oceaan) - Boek 10
- IJszee (Noordelijke IJszee) - geen van de boeken

### Andere geografische plaatsen
- Skorghijl (Stormwitzee) - Boek 3.
- Hallasholm (Stockholm) (Skandia) - Boek 3 en 4.
- Château Montsombre (Gallica) - Boek 3
- Genova (Toscana) - Boek 8.
- Ito en Iwanai (echte steden in Japan: Ito en Iwanai (Iwanai uit enwiki)) (Nihon-Ja) - Boek 10
- Een stad aan de Oegli-rivier in Indus (grote stad, plaats waar George de snelle brief verstuurt) - Boek 10
- Fort Ran-Koshi (Nihon-Ja) - Boek 10 - Eerst niet meer dan een legende. Er werd gezegd dat het een onoverwinnelijk fort is, met massieve muren en een enorm diepe slotgracht. Maar toen men er met behulp van de Kikori aankwam, was het niet veel meer dan een ellenlange diepe kloof, met aan het eind een verbreding, ter grootte van een Kasteel. Er stonden vervallen hutten, maar meer was er niet. Maar dàt was het fort, met muren die niemand kapot krijgt!

### Araluen

#### Lenen en kastelen in Araluen
Ieder leen heeft één kasteel, dat dezelfde naam draagt. De uitzondering hierop is Noordam, dat twee kastelen heeft (namelijk Macindaw en Noordam). Hieronder zijn alleen de belangrijkste lenen in de serie opgesomd. Niet alle boeken zijn hieronder vermeld.
- Redmont - Boek 1 en 9
- Araluen - Boek 4 en 12-14
- Zeeklif - Boek 5, 6 en Het toernooi van Gorlan
- Noordam (met ook Macindaw) - Boek 5 en 6
- Gorlan, nu een ruïne, vroeger apart leen (tijdens de prequels) - Boek 1, 11, de prequels Het toernooi van Gorlan en De slag op de Heckingse Heide
- Hoogklif - Boek 11
- Trelleth - Boek 12
- Karwij - Boek 8

#### Geografische plaatsen in Araluen
- Morgaraths Hoogvlakte/Bergen van Nacht en Ontij (kaart) - Boek 1, 2 en Het toernooi van Gorlan (Vroege Jaren 1) en De slag op de Heckingse Heide (Vroege Jaren 2)
- Heckingse Heide (kaart) - Boek 1, 2, 11 (dood van een held) en Vroege Jaren 2
- Doornbos (kaart) - Boek 2 en 8
- Grimsdalwoud (naast het kasteel Macindaw, staat niet op de kaart van Araluen) - Boek 5, 6 en 9
- De Magere Bergen (staat niet op de kaart) - Novelle: De jacht op het schaduwdier
- Vlakte der Eenzamen/Stenen Fluiten (in het midden van de vlakte)/Zuidelijke Kliffen/Zalmrivier (kaart) - Boek 1
- Vlakte van Uthal/Veenlanden/De Spleet/Driestappas (kaart) - Boek 2
- Verdronken Woud (staat niet op de kaart) - Boek 9
- Tarbusrivier (kaart) - Boek 11
- (aan te vullen) (rivier door Noordam) - Boek 6

#### Nog niet gebruikte plaatsen op de kaart van Araluen
- Sliponderrivier
- Westwoud